# 5 ianuarie
ianuarie • februarie • martie  • aprilie  • mai  • iunie  • iulie  • august  • septembrie  • octombrie  • noiembrie  • decembrie
5 ianuarie este a cincea zi a calendarului gregorian. Mai sunt 360 de zile până la sfârșitul anului (361 de zile în anii bisecți).

## Evenimente

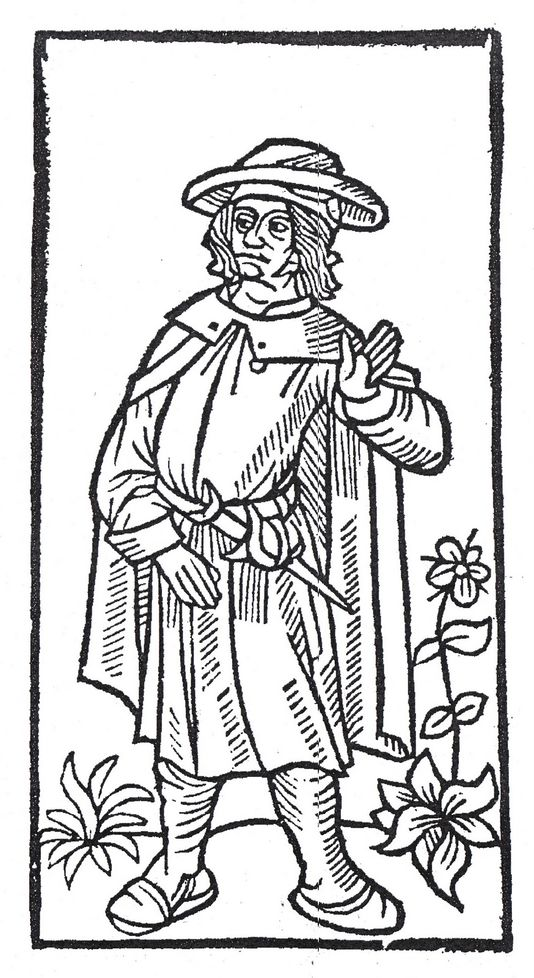
1463: Pedeapsa cu moartea împotriva poetului François Villon este modificată în exil timp de zece ani. De atunci, soarta lui Villon este necunoscută.

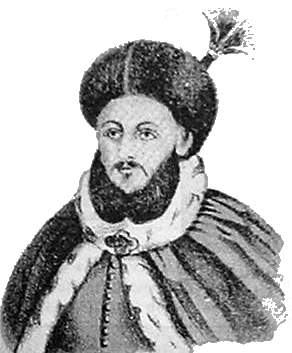
1716: Nicolae Mavrocordat este numit domn al Țării Românești. Instaurarea regimului fanariot în Țara Românească.

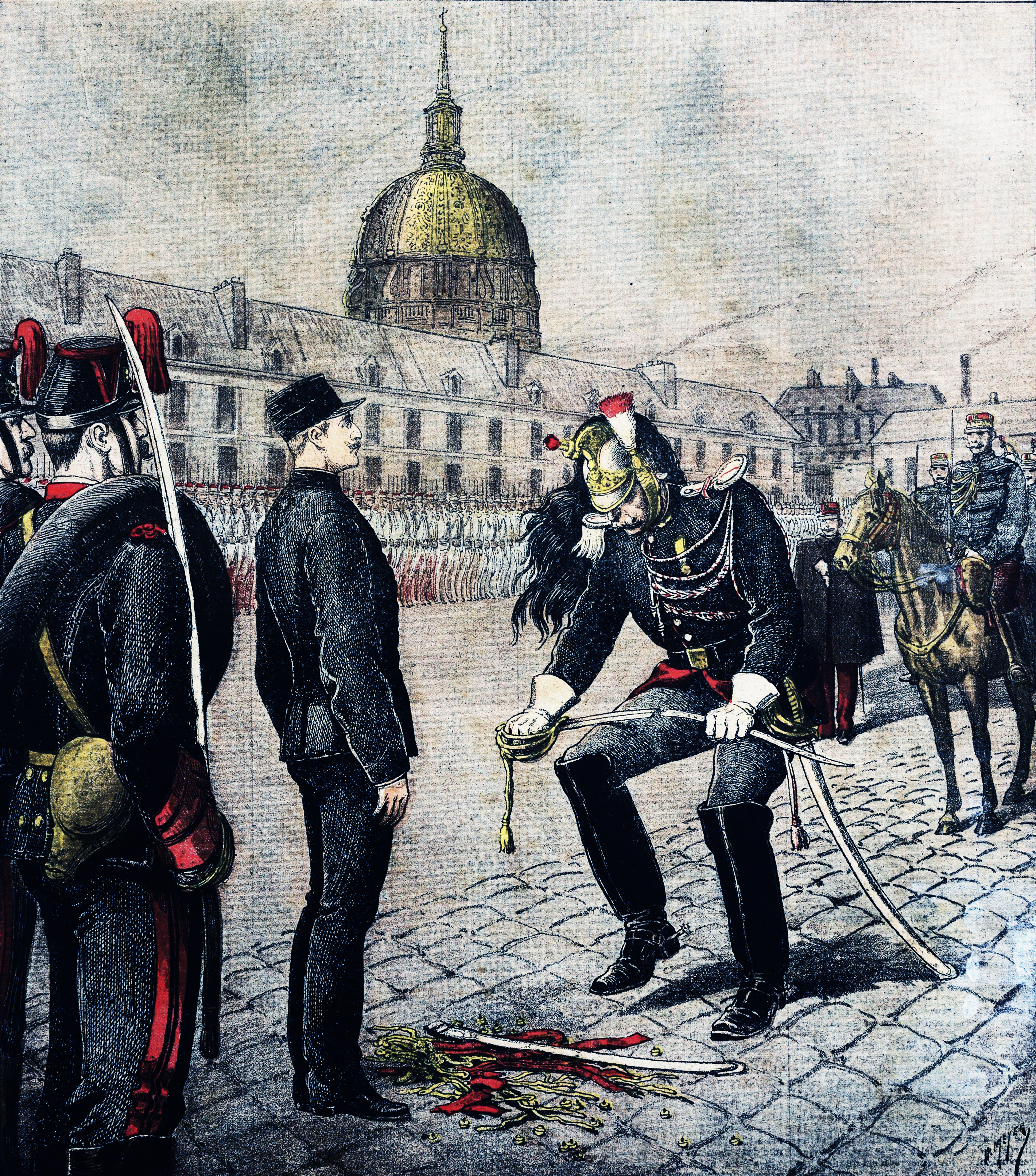
1895: Afacerea Dreyfus: ofițerul armatei franceze, Alfred Dreyfus, este destituit din rang și condamnat la închisoare pe Insula Diavolului.

- 1066: Regele Eduard Confesorul al Angliei moare fără moștenitori, ceea ce a dus o criză de succesiune, care va duce în cele din urmă la cucerirea normandă a Angliei.
- 1393: S-a încheiat tratatul de pace dintre Mircea cel Bătrân, domnul Țării Românești 1386-1418), și sultanul Baiazid I. Tratatul prevedea ca „Principatul Valahiei” să se guverneze după propriile sale legi, iar domnul avea dreptul de a face război și pace cu vecinii săi și să încheie tratate de prietenie cu ei și să aibă drept de viață și de moarte asupra supușilor săi.
- 1463: Pedeapsa cu moartea împotriva poetului François Villon este modificată în exil timp de zece ani. De atunci, soarta lui Villon este necunoscută.
- 1477: Carol Temerarul este ucis în Bătălia de la Nancy, bătălia decisivă a războaielor din Burgundia împotriva ducelui René de Lorena și a Confederaților. Pământurile sale din Burgundia au fost împărțite între Franța și Habsburg în pacea de la Arras din 1482.
- 1500: Ducele Ludovico Sforza cucerește Milano.
- 1665: La Paris se publică revista Journal des sçavans, prima publicație științifică.
- 1716: Nicolae Mavrocordat este numit domn al Țării Românești. Instaurarea regimului fanariot în Țara Românească.
- 1757: Regele Ludovic al XV-lea al Franței este ușor rănit în timpul unei tentative de asasinat cu un cuțit de către Robert-François Damiens, ultima persoană care a fost executată în Franța prin târâre în urma calului și împărțire în patru, forma tradițională a pedepsei capitale folosite pentru regicid.[1]
- 1805: Cea dintâi legiuire care prevede eliberarea unei părți din moșii de toate servituțile feudale și transformarea ei în proprietate absolută a boierului - Așezamântul agrar al lui Alexandru Moruzi.
- 1819: Poarta otomană a promulgat un Regulament special, care hotăra ca scaunele de domnie ale Moldovei și Țării Românești, ca și dregătoriile de dragomani ai Divanului otoman și ai Amiralității otomane urmau a fi ocupate, prin rotație, de 4 familii fanariote.
- 1828: S-au deschis, la Iași, cursurile "Școlii de românește și latinește", la mănăstirea Trei Ierarhi, conduse de Iordache Săulescu.
- 1859: Adunarea Electivă a Moldovei alege în unanimitate ca domn pe colonelul Alexandru Ioan Cuza participant la Revoluția de la 1848 și la lupta pentru Unirea Principatelor.
- 1875: Palatul Garnier, construit în stil neo-baroc de Charles Garnier, unul dintre cele mai renumite sedii de operă din lume, este inaugurat la Paris.[2]
- 1895: Afacerea Dreyfus: ofițerul armatei franceze, Alfred Dreyfus, este destituit din rang și condamnat la închisoare pe Insula Diavolului.[3]
- 1896: Într-o cafenea din orașul egiptean Alexandria, a avut loc prima proiecție cinematografică din Egipt și de pe continentul african.
- 1919: Crearea Partidului Muncitoresc German, care va deveni Partidul Muncitoresc Național–Socialist German   – partidul nazist.[4]
- 1933: A început  construirea podului Golden Gate din orașul San Francisco.[5]
- 1934: S–a format un guvern liberal condus de Gheorghe Tătărăscu. Guvernările Tătărăscu au netezit calea instaurării dictaturii lui Carol al II-lea, prin ignorarea Parlamentului și guvernarea prin decrete-legi.
- 1944: London Daily Mail a devenit primul ziar londonez important publicat pe ambele maluri ale Atlanticului.[6]
- 1953: Piesa Așteptându-l pe Godot de Samuel Beckett are premiera la Paris.[7]
- 1956: Elvis Presley înregistrează "Heartbreak Hotel".
- 1957: Președintele american Eisenhower cere aprobarea Congresului pentru acțiunile de ajutorare a statelor din Orientul Mijlociu amenințate de agresiunea comunistă - "Doctrina Eisenhower".[8]
- 1961: Inaugurarea Teatrului de Comedie din București; primul director a fost Radu Beligan (1961-1969). Prima stagiune a început cu spectacolul „Celebrul 702” de Alexandru Mirodan (secretar literar al teatrului), în regia lui Moni Ghelerter.
- 1968: În Cehoslovacia, reformistul Alexander Dubček îl înlocuiește pe stanilistul Antonín Novotný ca prim-secretar al Partidului Comunist și începe o perioadă de liberalizare politică denumită Primăvara de la Praga.[9]
- 1990: Decret-Lege nr.4 al CFSN privind organizarea și funcționarea Academiei Române.
- 2000: Iugoslavia depune un memoriu la "Curtea Internațională de Justiție" împotriva a opt state membre NATO: Belgia, Canada, Franța, Italia, Olanda, Portugalia și Marea Britanie, considerate vinovate că au utilizat forța împotriva unui stat suveran în ziua când a început bombardarea Iugoslaviei: 24 martie 1999; plângerile împotriva Spaniei și SUA au fost anulate ca urmare a deciziei CIJ din 2 iunie 1999.
- 2005: Planeta pitică Eris este descoperită de astronomii de la Observatorul Palomar, motivând ulterior Uniunea Astronomică Internațională (IAU) să definească termenul planetă pentru prima dată.[10]
- 2023: În Piața Sfântul Petru din Vatican are loc înmormântarea Papei Benedict al XVI-lea.[11]

## Nașteri

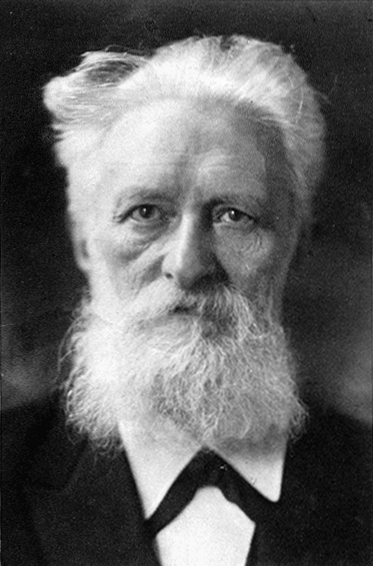
Rudolf Eucken, filozof german, laureat Nobel
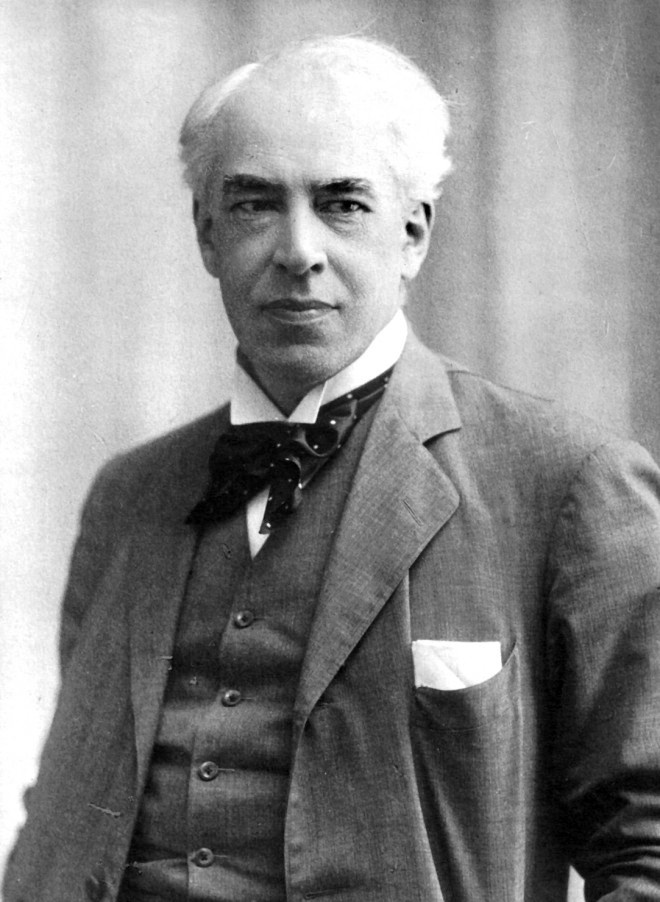
Konstantin Stanislavski,  regizor și teoretician rus al teatrului
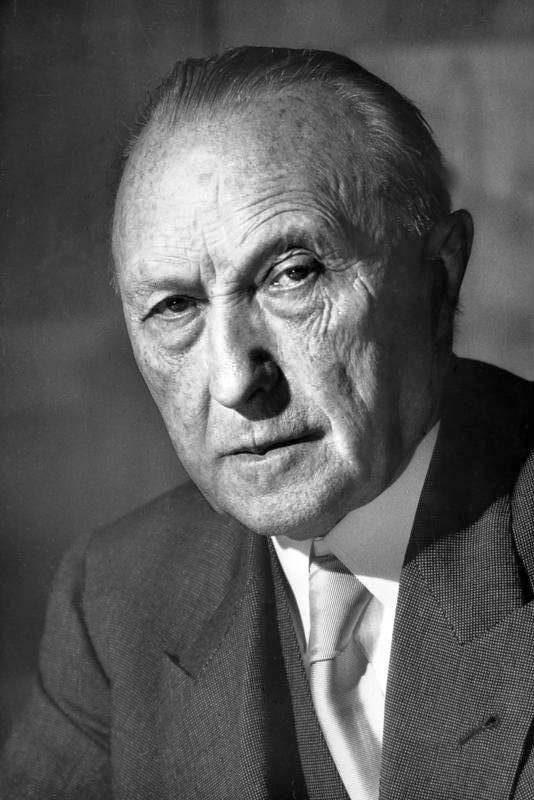
Konrad Adenauer, primul cancelar al Republicii Federale Germane

- 1425: Henric al IV-lea al Castiliei (d. 1474)
- 1592: Shah Jahan, al 5-lea împărat mogul al Indiei (d. 1666)
- 1762: Constanze Mozart, soția lui Wolfgang Amadeus Mozart (d. 1842)
- 1779: Stephen Decatur, ofițer naval american (d. 1820)
- 1793: Antoinette Murat, bunica paternă a regelui Carol I al României (d. 1847)
- 1846: Rudolf Eucken, filozof german, laureat al Premiului Nobel (d. 1926)
- 1855: King Camp Gillete, inventator american al lamei de bărbierit (d. 1932)
- 1858: Sándor Adorján, scriitor, jurnalist și traducător maghiar (d. 1944)
- 1863: Konstantin Stanislavski,  regizor și teoretician rus al teatrului  (d. 1938)

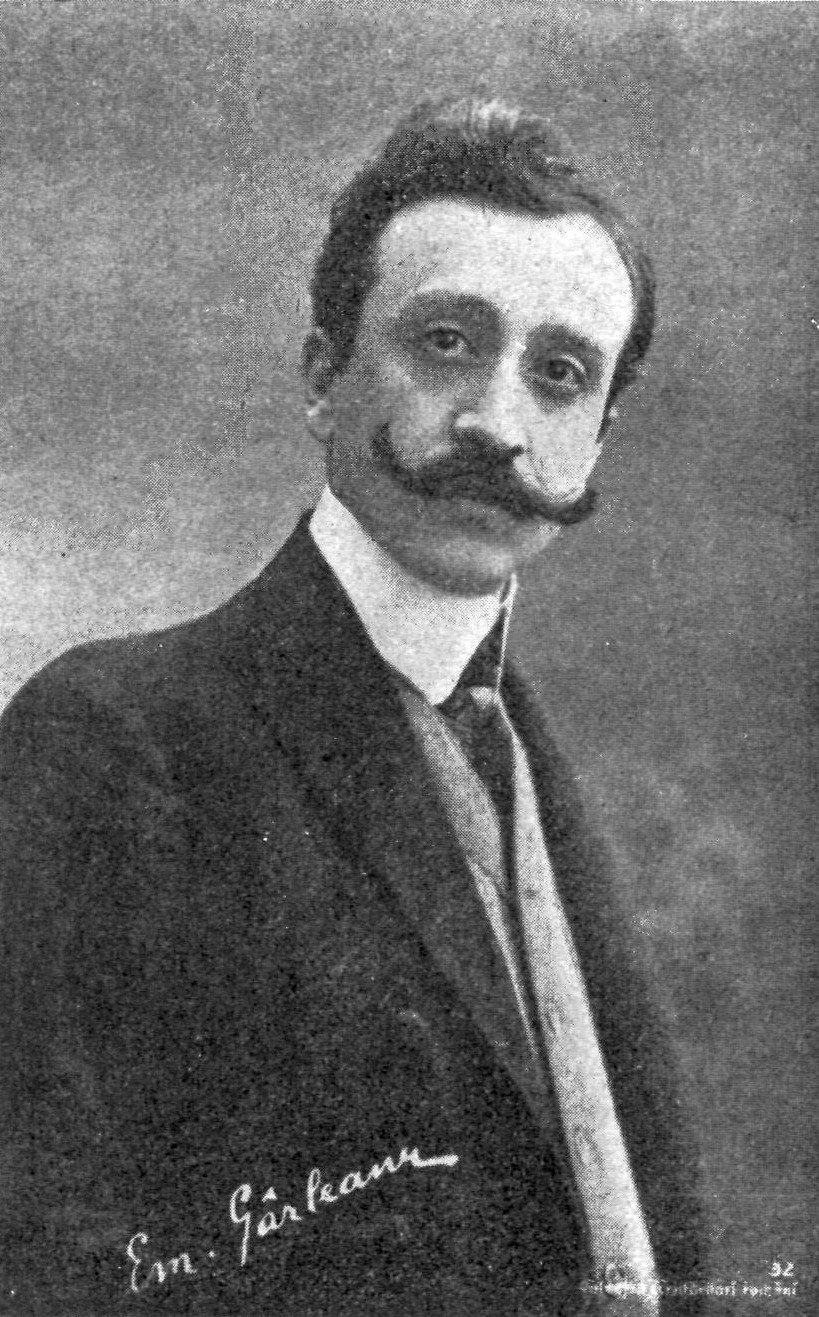
Emil Gîrleanu, poet, scriitor român
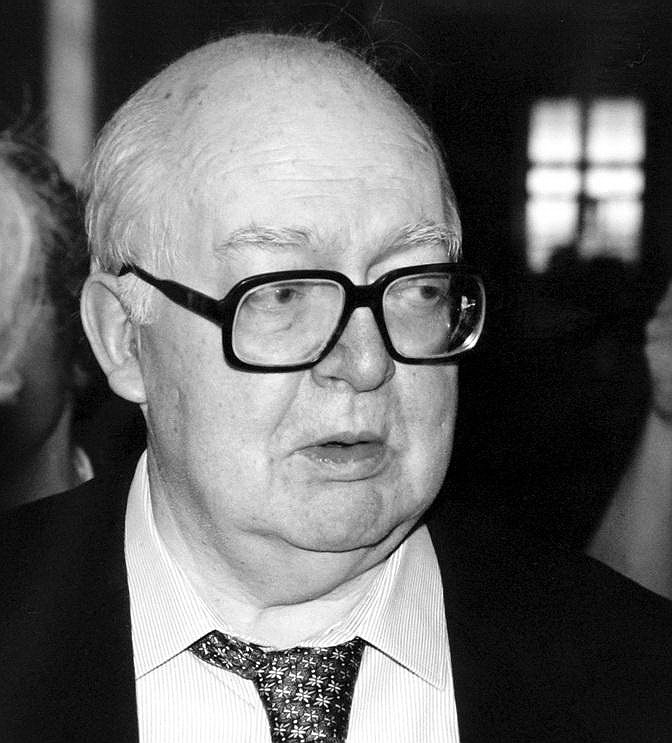
Friedrich Dürrenmatt,  dramaturg, prozator elvețian
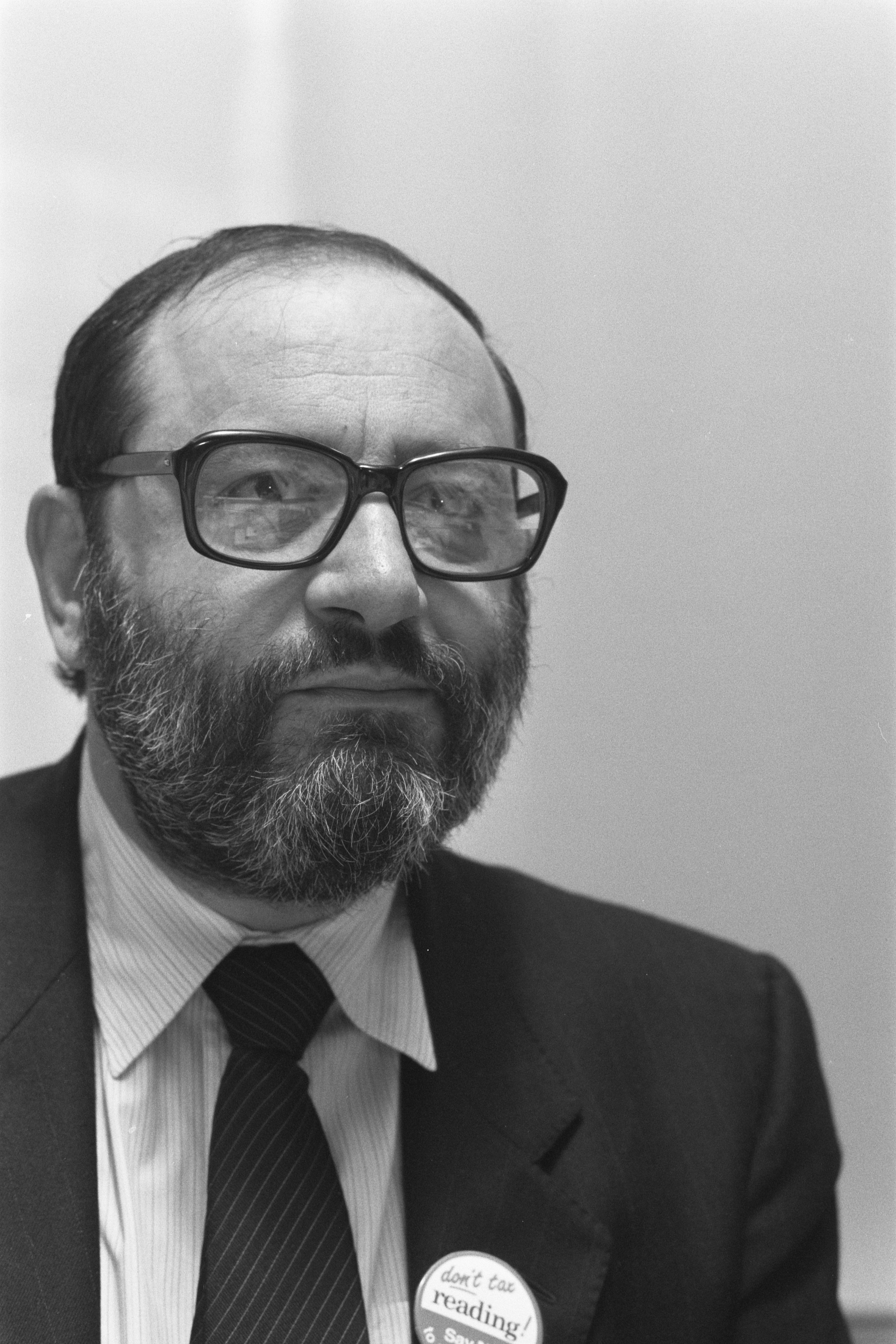
Umberto Eco, scriitor italian

- 1876: Konrad Adenauer, primul cancelar al Republicii Federale Germane (1949-1963) (d. 1967)
- 1878: Emil Gîrleanu, poet, scriitor român (d. 1914)
- 1896: George Calboreanu, actor român (d. 1986)
- 1898: Prințesa Eudoxia a Bulgariei, fiica regelui Ferdinand I al Bulgariei (d. 1985)
- 1909: Ileana a României, fiica regelui Ferdinand și a reginei Maria (d. 1991)
- 1919: Jacques Laurent, scriitor francez, câștigător al Premiului Goncourt în 1971 (d. 2000)
- 1920: Arturo Benedetti Michelangeli, pianist italian (d. 1995)
- 1921: Friedrich Dürrenmatt,  dramaturg și prozator elvețian (d. 1990)
- 1921: Prințul Jean, fost Mare Duce al Luxemburgului în perioada 1964-2000
- 1928: Mihai Pălădescu, actor român (d. 1986)
- 1928: Walter Mondale, politician american, Vicepreședinte al Statelor Unite ale Americii (1977–1981) (d. 2021)
- 1931: Alfred Brendel, pianist austriac
- 1932: Umberto Eco, scriitor italian (d. 2016)
- 1931: Robert Duvall, actor american
- 1931: Alfred Brendel, pianist austriac
- 1932: Raisa Gorbaciova, soția fostului lider sovietic Mihail Gorbaciov (d. 1999)

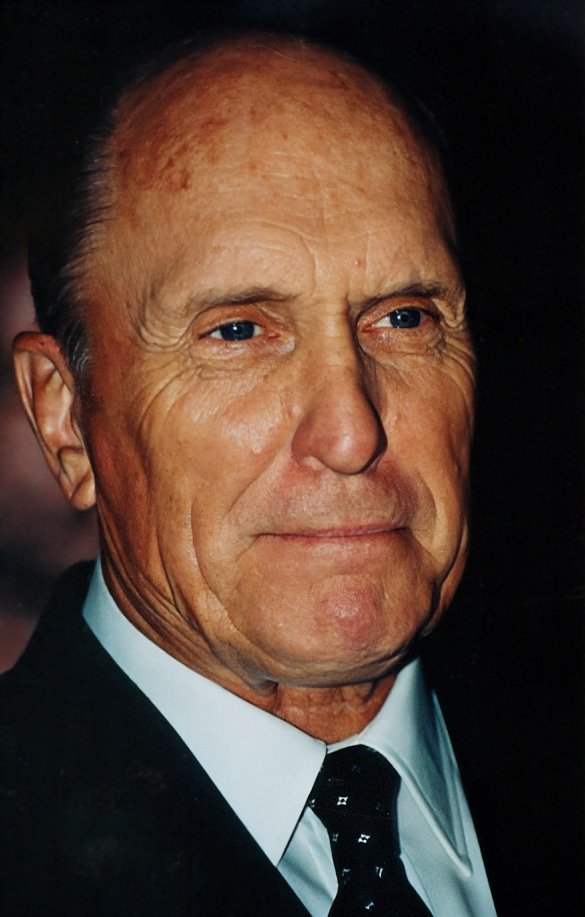
Robert Duvall, actor american
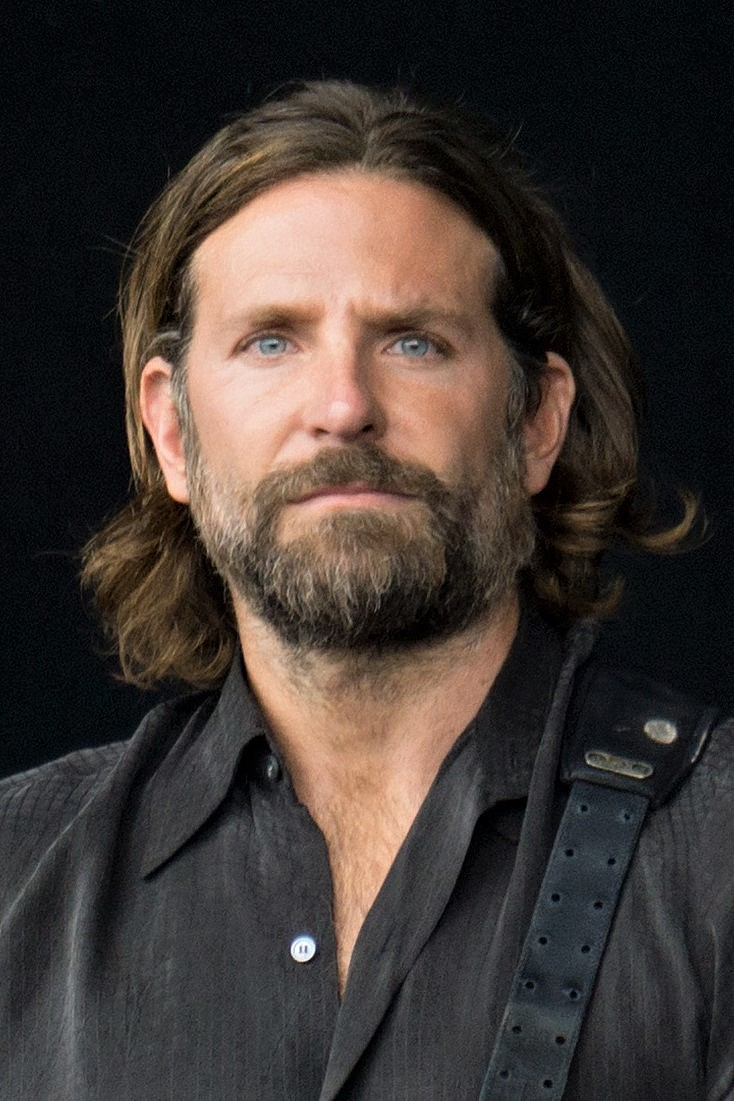
Bradley Cooper, actor american

- 1938: Juan Carlos I, rege al Spaniei
- 1941: Hayao Miyazaki, regizor, scenarist, animator, scriitor și desenator de manga japonez
- 1944: Nifon Mihăiță, mitropolit al Târgoviștei
- 1946: Diane Keaton, actriță americană
- 1947: Erzsébet Ádám, actriță română de etnie maghiară (d. 2014)
- 1950: Ioan Petru Culianu, istoric al religiilor și scriitor român (d. 1991)
- 1965: Vinnie Jones, actor britanic și fost jucător de fotbal profesionist
- 1967: Adrian Cioroianu, istoric, politician român
- 1968: DJ BoBo, cântăreț, compozitor și producător de muzică elvețian
- 1969: Marilyn Manson (Brian Warner), solist rock
- 1973: Irinel Ioan Stativă, politician român
- 1975: Bradley Cooper, actor american
- 1978: January Jones, actriță americană
- 1987: Emilian Crețu, actor moldovean
- 1990: Leroy Fer, fotbalist neerlandez

## Decese
- 1066: Eduard Confesorul, rege al Angliei
- 1430: Philippa a Angliei, regină consort a Danemarcei, Suediei și Norvegiei (n. 1394)
- 1465: Charles d'Orléans, Duce de Orléans, poet francez (n. 1394)
- 1477: Carol Temerarul,  Duce de Burgundia (n. 1433)
- 1589: Caterina de Medici, regină a Franței (n. 1519)

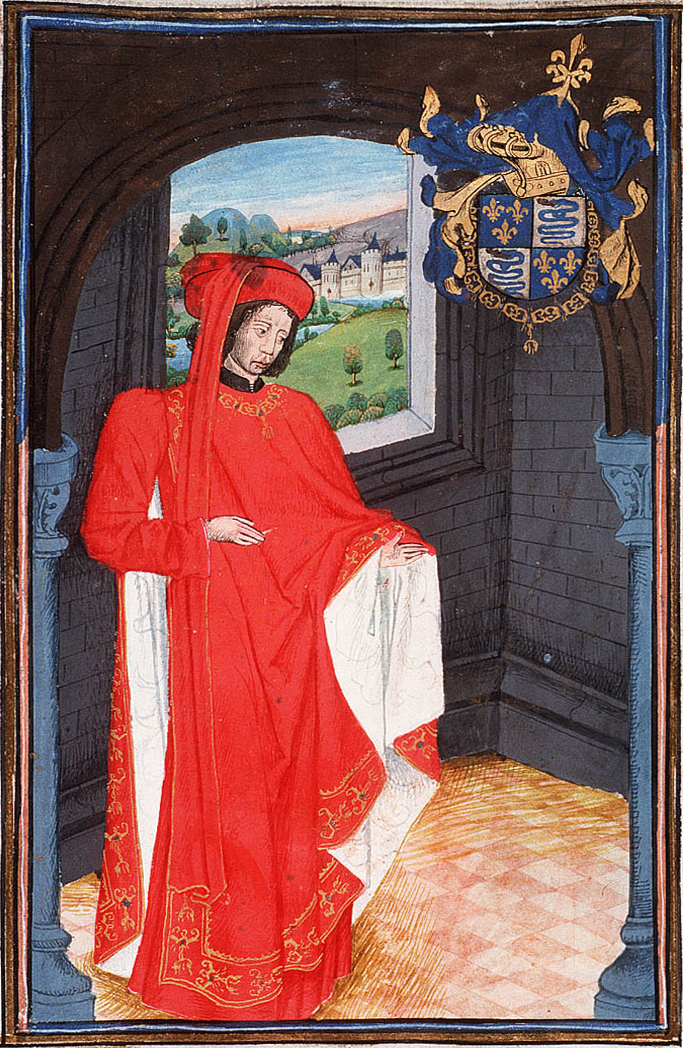
Charles d'Orléans, Duce de Orléans, poet francez
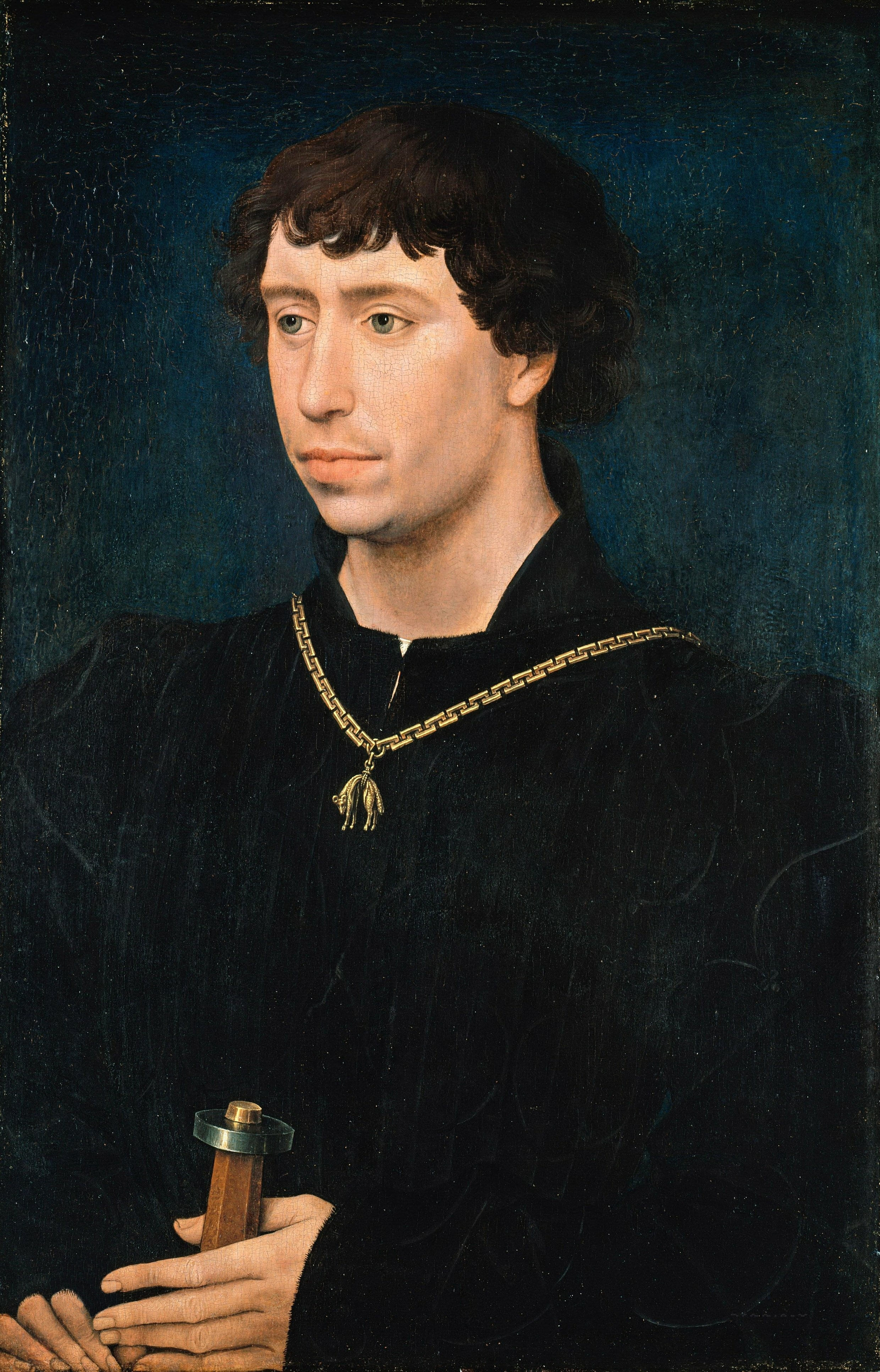
Carol Temerarul,  Duce de Burgundia
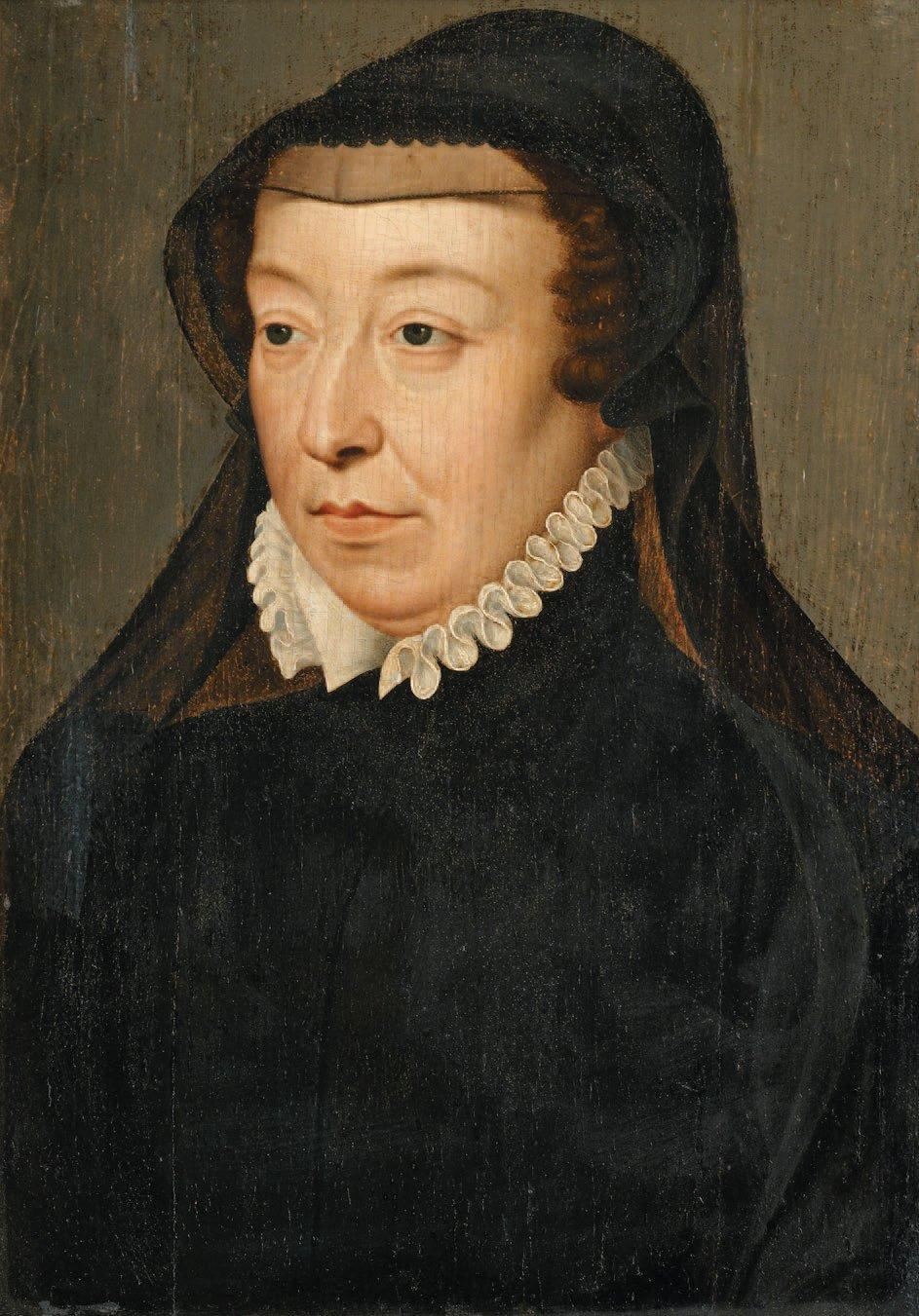
Caterina de Medici, regină a Franței

- 1790: Jacob Christian Schäffer, teolog luteran german (n. 1718)
- 1796: Samuel Huntington,  jurist, politician american (n. 1731)
- 1806: Karl Alexander, Margraf de Brandenburg-Ansbach (n. 1736)
- 1827: Frederick, Duce de York,  fiu al regelui George al III-lea (n. 1763)
- 1885: Peter Christen Asbjørnsen, scriitor și savant norvegian  (n. 1812)
- 1897: Francesco Saverio Altamura, pictor italian (n. 1822)
- 1901: Karl Alexander, Mare Duce de Saxa-Weimar-Eisenach (n. 1818)
- 1912: Aureliano de Beruete, pictor spaniol (n. 1845)
- 1922: Ernest Shackleton, explorator anglo-irlandez (n. 1874)
- 1929: Nicolae Nicolaevici Romanov, Mare Duce al Rusiei (n. 1856)

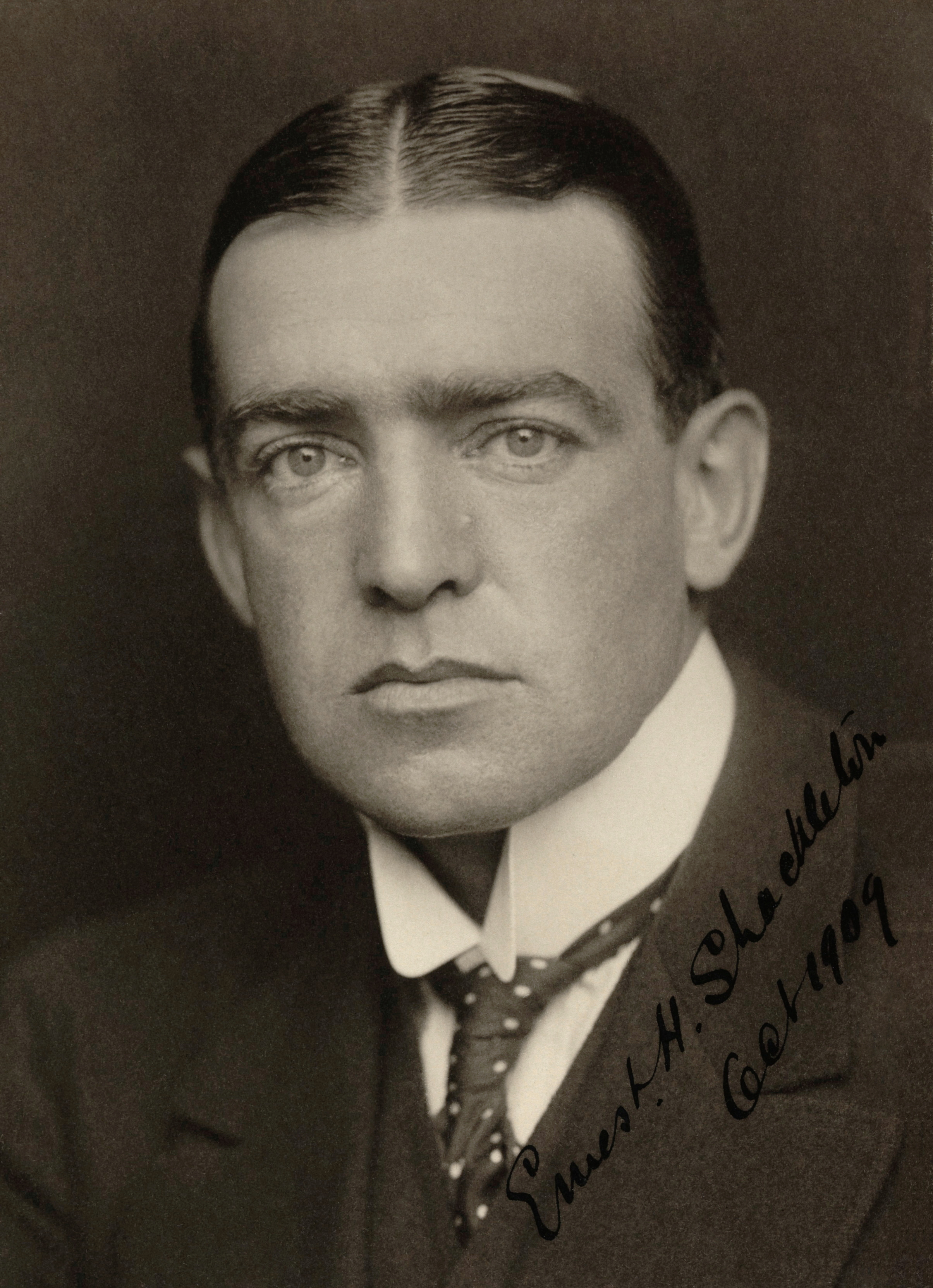
Ernest Shackleton, explorator anglo-irlandez
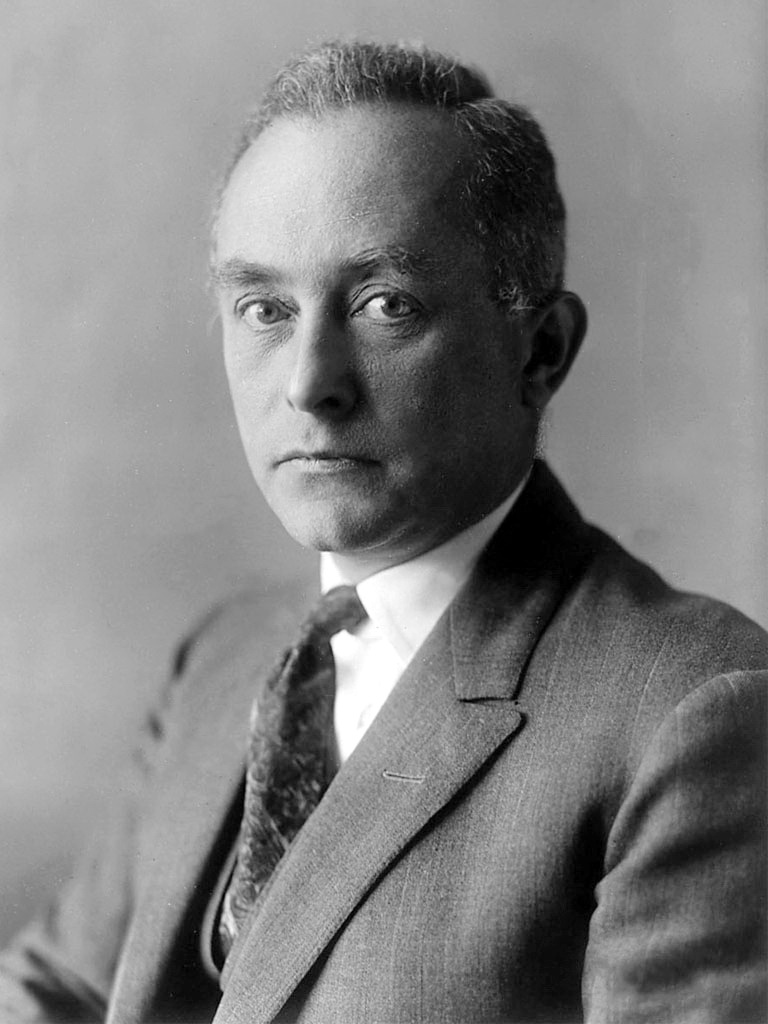
Max Born, fizician german, laureat Nobel
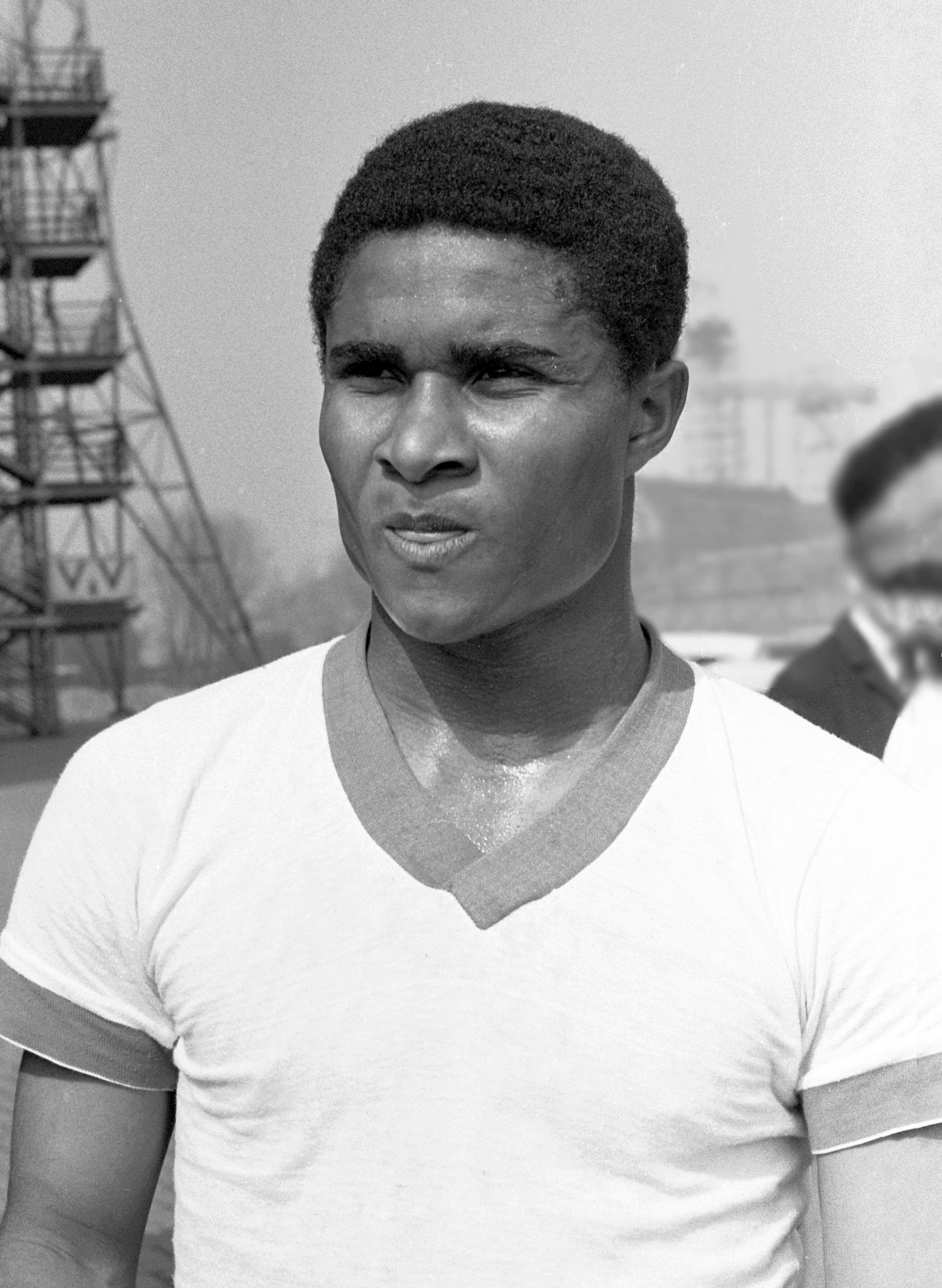
Eusébio, fotbalist portughez

- 1933: Calvin Coolidge, al 30-lea președinte al Statelor Unite (n. 1872)
- 1970: Max Born, fizician german, laureat Nobel (n. 1882)
- 1995: Andrei Ostap, sculptor și pictor român (n. 1921)
- 1997: Prințul Bertil, Duce de Halland, fiu al regelui Gustaf al VI-lea Adolf al Suediei (n. 1912)
- 1998: Sonny Bono, artist american (n. 1935)
- 2009: Mircea Stănescu, politician român, fiul jurnalistului Sorin Roșca Stănescu (n. 1969)
- 2010: Toni Tecuceanu, actor român (n. 1972)
- 2014: Eusébio, fotbalist portughez (n. 1942)
- 2015: Jean-Pierre Beltoise, pilot francez de Formula 1 (n. 1937)
- 2016: Pierre Boulez, compozitor și dirijor francez (n. 1925)
- 2018: John Watts Young, astronaut american, membru al echipajului Apollo 16 (n. 1930)
- 2019: Emil Brumaru, poet român (n. 1938)
- 2022: Olga Szabó-Orbán, scrimeră română, dublă campioană mondială (1962, 1969 cu echipa) (n. 1938)

## Sărbători
- Sf. Mc. Teopempt și Teona; Cuv. Sinclitichia (Ajunul Botezului Domnului – Post) (calendar creștin-ortodox)
- Sf. Telesfor (calendar romano-catolic)
- Sf. Eduard (calendar romano-catolic)
- Ajunul Botezului Domnului; Sf. Teopempt și Teona; Sf. Sinclitica (calendar greco-catolic)